# 宋國華
宋國華（1505年—1556年），字崇樂，號霽川、又号齊川，江西南昌府奉新縣北鄉（今宜春市奉新縣宋埠镇牌楼村）人。明朝政治人物。

## 生平
嘉靖十六年（1537年）丁酉科江西乡试第二十六名举人，嘉靖二十三年（1544年）甲辰科三甲進士。曾任休寧縣知縣。升兵部武选司主事，歴职方郎中，三十五年三月擢四川提学副使。累遷雲南布政司左参政、贵州按察使，四十一年二月升雲南右布政使，转左布政，發黔国公案，升应天府尹，抵家病卒，贈通奉大夫。

## 家族
曾祖父宋迪吉；祖父宋嶽，號文峰；父宋慶，字德餘，號澤南，嘉靖壬午貢士。母徐氏。永感下。弟宋國英。
宋國華與其子宋應和，孫宋一貞，祖孫三代都中進士，崇禎年間家鄉建有「世進士第」牌坊。明末著名科學家宋應星是其從侄。